# Juozas Zikaras

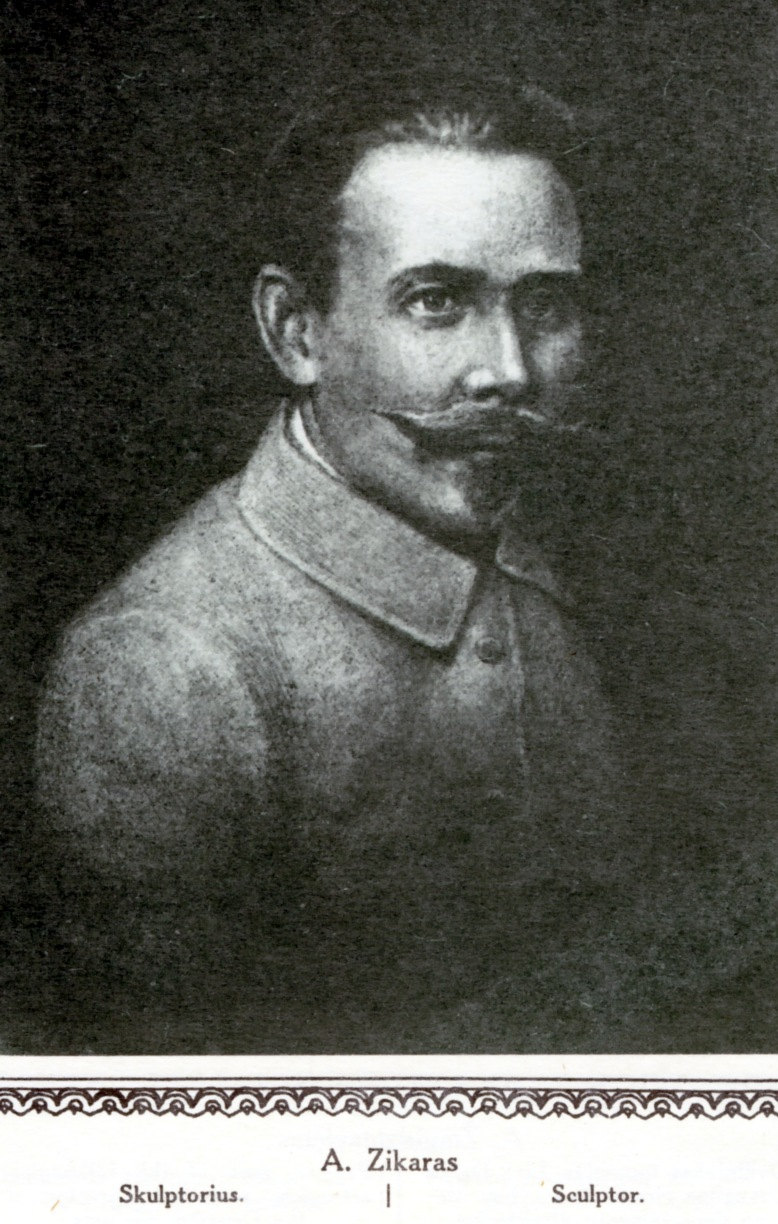
Juozas Zikaras

Juozas Zikaras (* 6. Novemberjul. / 18. November 1881greg. in dem Dorf Paljukai, Rajongemeinde Panevėžys; † 10. November 1944 in Kaunas) war ein litauischer Bildhauer und Medailleur.

## Leben
Zikaras erhielt an der Zeichenschule von Iwan Trutnew der Kunstakademie Vilnius seine erste Ausbildung und setzte diese in der Zeit von 1904 bis 1906 an der Abendschule bei Josef Montwill in Vilnius fort. In den Jahren 1907 bis 1910 studierte er an der Sankt Petersburger Schule der Gesellschaft zur Förderung der Kunst. 1910 wurde er in die Petersburger Kunstakademie aufgenommen. In der Abteilung Bildhauerei studierte er unter Giro Saleman und Wladimir Beklemischew. 1915 beendete er sein Studium, begann mit seiner Diplomarbeit, wurde jedoch zur Armee eingezogen. Seine dadurch unvollendete Arbeit Die Mutter (Мать) nahm dennoch an der Ausstellung der Diplomarbeiten teil, so dass Zikaras im Oktober 1916 das Diplom sowie eine Silbermedaille für seine Arbeit erhielt.
Nach seiner Entlassung aus der Armee unterrichtete er an verschiedenen Petrograder Schulen. 1918 kehrte er mit seiner Familie nach Litauen zurück. In den Jahren 1918 bis 1928 lehrte er an Gymnasien in Panevėžys. Seit 1928 lebte er in Kaunas – hier unterrichtete er bis 1940 an der dortigen Kunstschule sowie danach bis 1944 am Institut für Angewandte Kunst. Zikaras nahm sich 1944 in Kaunas das Leben.
1972 wurde ihm zu Ehren in seinem Heimatort Paljukai ein Gedenkmuseum eingeweiht. Auch in Kaunas existiert ein entsprechendes Museum, das in seinem ehemaligen Wohnhaus untergebracht ist.
Er schuf unter anderem einige Monumentaldenkmäler, Relief- sowie Porträtskulpturen. Hier schuf er nicht nur Porträts von Personen seiner Zeit, sondern auch Heiliger. Darüber hinaus zeichnete er für die Entwürfe der Münzen, die anlässlich der 10-jährigen Unabhängigkeit Litauens 1928 herausgegeben wurden.

## Galerie

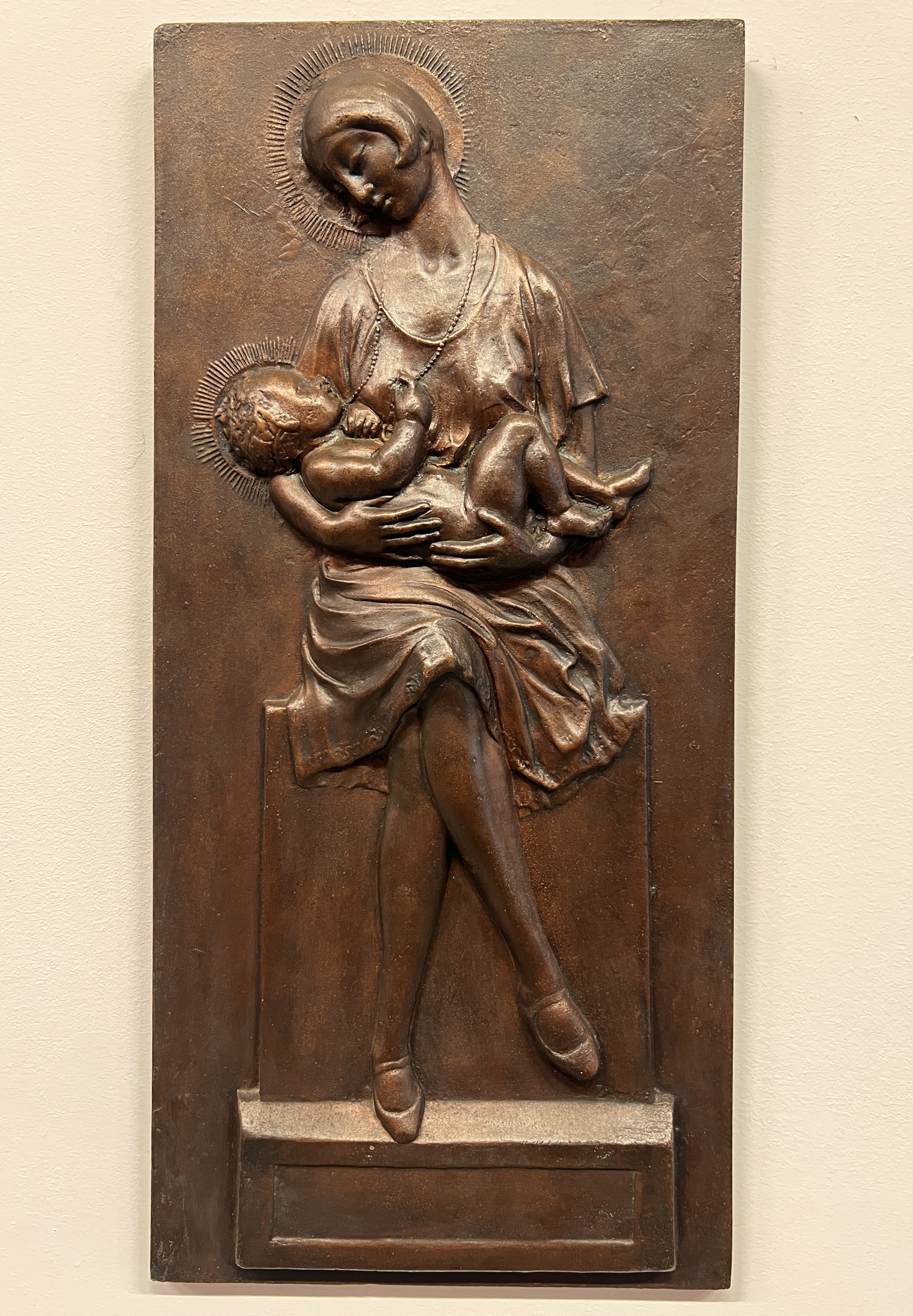
Moderne Madonna (1928)
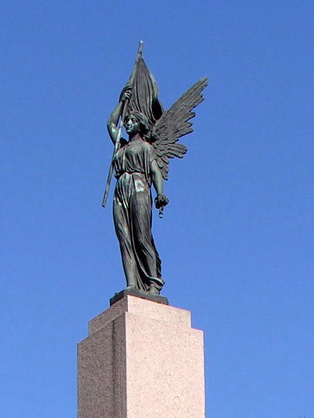
Freiheitsdenkmal in Kaunas (1928)
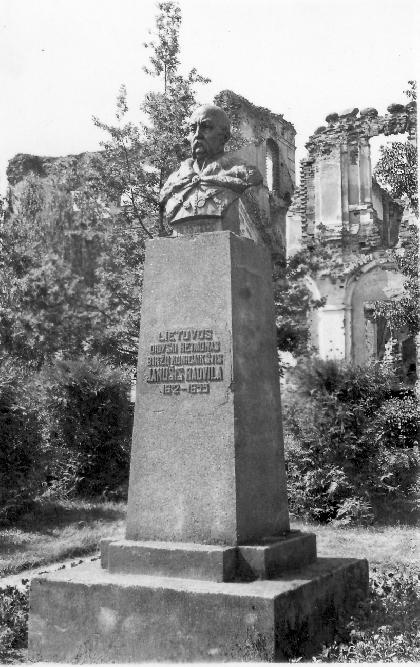
Jonušas-Radvila-Monument in Biržai (1931)

| Personendaten    | Personendaten         |
| ---------------- | --------------------- |
| NAME             | Zikaras, Juozas       |
| KURZBESCHREIBUNG | litauischer Bildhauer |
| GEBURTSDATUM     | 18. November 1881     |
| GEBURTSORT       | Paljukai              |
| STERBEDATUM      | 10. November 1944     |
| STERBEORT        | Kaunas                |